# Христианская проповедь
Про́поведь (греч. Ομιλία):

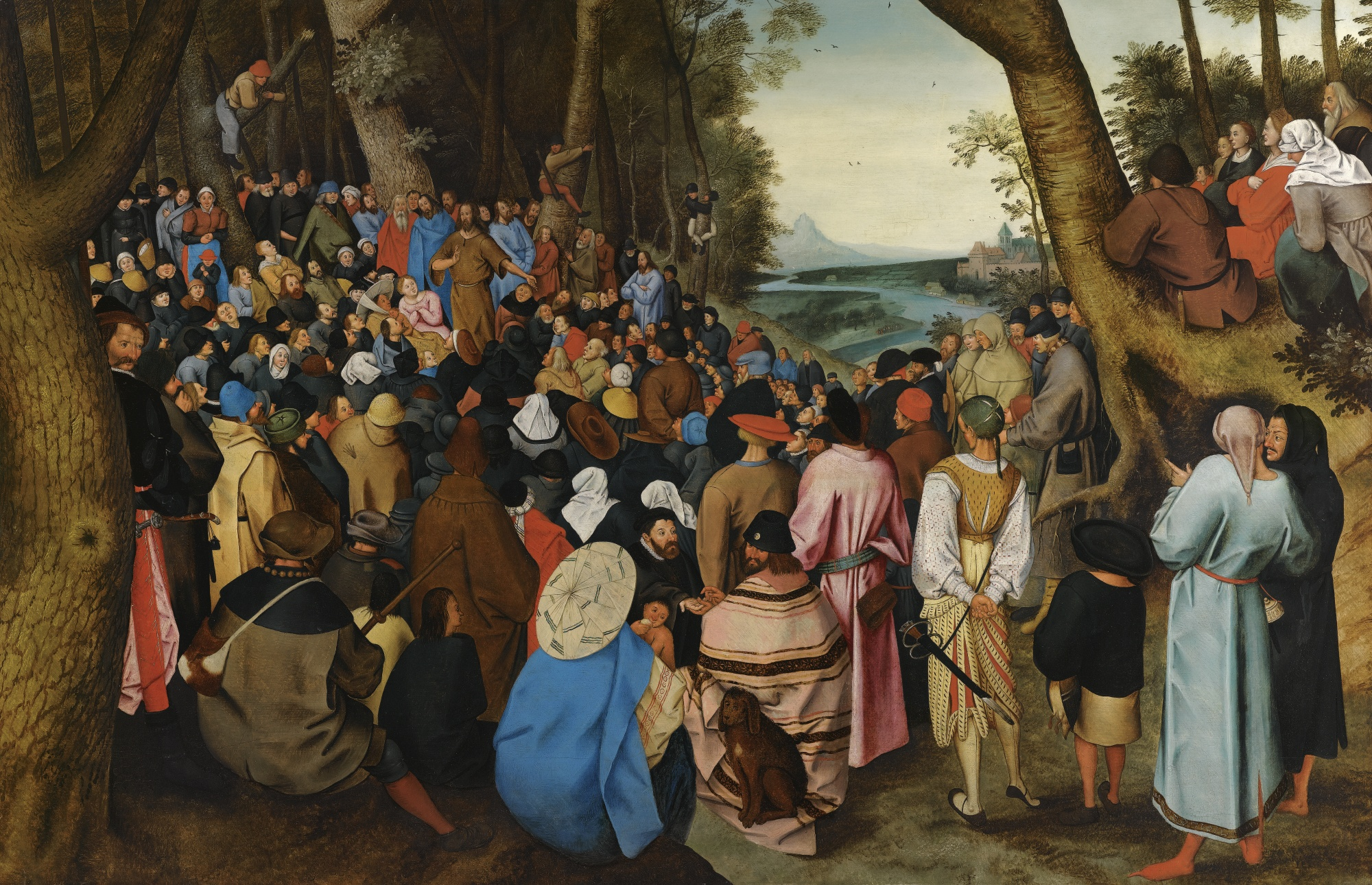
Питер Брейгель Младший. Проповедь Иоанна Крестителя

- В узком смысле, христианское церковное наставление, имеющее своей задачей поведать и разъяснить слушающим учение Иисуса Христа; официальное название в русском православии — Слово.
- В широком смысле, распространение учения Иисуса Христа, заповеданное Им Самим Своим последователям: «Шедше в мир весь, проповедите Евангелие всей твари» (Мк. 16:15); близко к новозаветному понятию, выражаемому греческим термином κήρυγμα.

## Гомилетика
Учение о проповеди составляет предмет особой богословской науки — гомилетики. Главный вопрос в этом учении — о существе и природе проповеди — доселе представляется ещё нерешённым и спорным. Иоганн Рейхлин и Эразм Роттердамский, как гуманисты, исследуя проповеднические произведения древних Отцов Церкви, трактуют о них наряду с произведениями языческой, греческой и латинской литературы как о произведениях ораторского искусства, а в своей гомилетике мало обращают внимания на учение о проповеди, содержащемся в Библии. Отсюда ведёт начало взгляд многих гомилетов последующего времени, по которому при определении проповеди принимается во внимание одна внешняя её сторона — словесная форма, и самая природа проповеди определяется как исключительно риторическая, то есть проповедь представляется как бы не имеющей своих особых законов продукции, относится к той литературной области, которая называлась красноречием, или искусством ораторским, и подлежит единственно правилам, которые были созданы ещё в древности для ораторства вообще.
В новое время учение о природе проповеди стало обосновываться на началах или рационалистических, или натуралистически-эстетических. По Фридриху Шлейермахеру, проповедь — «акт художественного словесного представления или воспроизведения содержания личного миросозерцания проповедника перед слушателями, обладающими тем же содержанием». Теодозиус Харнак определял проповедь как «акт слова в культе» или акт культа в слове, который в своей продукции подчиняется общим логическим и эстетическим законам слова и, в частности, законам ораторского искусства.
Церковное учение о проповеди, опираясь на слово самого Иисуса Христа и апостолов (Ин. 16:13; Ин. 14:26; Мф. 10:19; Мк. 13:11; Лк. 12:12; 1Кор. 2:4, 12, 13; 2Ин. 2:20, 27 и др.), усматривает в литургийной проповеди функцию благодатной жизни церкви, то есть находит, что по внутреннему существу своему она иной природы, чем естественное слово ораторского искусства, — что главная продуктивная сила проповеди есть благодать, даруемая в таинстве священства. Если в церкви невидимо присутствует сам Глава её, Иисус Христос, и обетованный им Дух Святой, который наставляет её на всякую истину, то невозможно допустить, с церковной точки зрения, чтобы без руководства вспомоществующей благодати Божией могло обойтись дело церковной проповеди. Вот почему церковь в своих канонах усваивает право литургийной проповеди только лицам, имеющим благодать священства, и притом только епископам и пресвитерам (58-е Правило апостолов  и правило 64-е VI Вселенского собора), и при поставлении во священство в посвятительной молитве испрашивает у Бога посвящаемому «благодати» учительства, почему епископ и священник проповедуют за литургией не иначе, как имея на себе знаки своих благодатных полномочий, по меньшей мере омофор (епископ) и епитрахиль (священник).

## Античнаяриторика
Что касается античного ораторского искусства, то в древней церкви независимость от него П. доходила до того, что языческих ораторов и риторов по профессии церковь принимала в свои недра и допускала к крещению не иначе, как по оставлении ими своей ораторской профессии и по отречении от неё. Затем от своих проповедников — пастырей церковь древняя никогда не требовала предварительного изучения языческого искусства красноречия, находя его по природе отнюдь не тождественным с П. церковной. Если ораторство иногда имеет место в П. даже отцов церкви, то не как черта природы христианской П., а признак случайный, появляющийся у них вследствие того, что они изучали языческое ораторское искусство в то время, когда о вступлении на служение церкви ещё не думали, а готовились к гражданским должностям.

## Различные взгляды; виды проповеди
Некоторые сектанты — мистики и русские хлысты — думают, что всякая П. может быть продукцией только «непосредственного вдохновения» от Св. Духа, даваемого, по силе веры только, каждому верующему. По мнению пиетистов (Шпенер и др.), П. возможна для каждой личности, «возрождённой и благодатствованной» в таинствах, каковы и миряне. Православная церковь (как и католическая) учит о необходимости для храмовой литургийной П. особой благодати, кроме той, какая преподается в таинствах каждому христианину для жизни — благодати таинства священства. При этом церковь не отрицает пользы и необходимости для П. естественных дарований разума и слова, в том числе дарований и знаний ораторских.
Определив церковную проповедь как одну из функций благодатной жизни церкви, Св. Писание и церковное предание указали и её разновидности по форме, или прототипы. В книге Деяний и в 1 послании к Коринфянам указаны три таких прототипа:
- глоссолалия,
- профития и
- дидаскалия, различие между которыми обусловливается степенью присутствия в пастыре проповеднике Духа Божия.

Первоначальная по времени форма П. — глоссолалия (греч. γλώσσαις λαλεϊν) апостольских времён, названная так по временной её особенности — благодатному дару говорить на языке, дотоле неведомом говорящему. С психической стороны состояние глоссолала характеризовалось состоянием экстаза; под наитием преизбыточествующей благодати, при созерцании благ и величия истин христианства проповедник становился вне себя (аще в теле, аще вне тела, не вем, говорит о себе апостол Павел); речь его была до того восторженна, что становилась нестройной, почему такие речи часто должны были сопровождаться речами «истолкователей».
Стоит помнить, что глоссолалией называется также и бессознательное бормотание, которое представляет собой не что иное, как проявление демонических сил в человеке. Подобное явление не имеет ничего общего с христианским даром Святого Духа.
Профития была пророчеством в том смысле, в каком это служение в церкви вообще определяется в богословии. Будучи также даром Св. Духа, оно в психическом отношении составляет проявление более спокойного и сознательного, чем экстаз глоссолалии — энтузиазма, при котором проповедник не утрачивал самообладания и говорил речью стройной и общепонятной.
Дидаскалия — вид учительства по преимуществу рефлективного, произносилась под управлением разума, содержала в себе рассуждения и доказательства и действовала не только на чувство, но и на логическое восприятие. По мере того как христианское общество осваивалось с новым учением, усваивая его не только чувством, но и логической рефлексией, первоначальный экстаз и энтузиазм учителей уменьшался, и уже при апостолах дидаскалия преобладала.
Но в церкви и после того продолжали существовать и глоссолалы и профеты (о них говорят Иустин, Мильтиад, Ириней, Евсевий), и никогда глоссолалия и профития апостольских времён — психическая их основа — не прекращались совершенно в церковной П., как её понимали отцы церкви (подробнее см. в «Истории первобытной христ. П.», проф. Н. И. Барсова, СПб., 1885). П. миссионерская, обращаемая к не ведающим Христа, тоже поручается не иначе как священникам или иеромонахам или по меньшей мере их непосредственному руководству.
Следует ещё отличать П. внебогослужебную, или так называемые внебогослужебные собеседования, в храме или в простой зале. Здесь священник говорит хотя и от лица церкви и во имя церкви, но больше в силу своей богословской компетенции; здесь он говорит не ex cathedra, голос его здесь не непосредственный голос самой церкви, и проповедь его не часть богослужения церковного, а частное, личное отправление им своей пастырской обязанности. Поэтому в экстренных надобностях внебогослужебные собеседования поручаются в храмах и залах лицам, не имеющим священства, но имеющим достаточный богословско-образовательный ценз, каковы, например, готовящиеся к священству студенты духовных академий и семинарий.

## Проповедь мирян
Следует упомянуть также об одном чрезвычайном явлении в проповеднической практике Церкви — о сказывании проповеди в храме мирянами. Это исключение из общего правила делается иногда, по особенному разрешению местного епископа, под его непосредственным и ближайшим надзором и руководством, для лиц, выдающихся проповедническими дарованиями и готовящихся к священному сану. В III веке местный епископ позволил проповедовать мирянину Оригену ради его великих дарований.
В России митрополит Московский поручил объяснение катехизиса на литургии юноше-студенту Левшину (впоследствии — митрополит Московский Платон); его преемник — студенту Дроздову (впоследствии — митрополит Филарет).
Основание для подобных исключений, равно как для существовавшего в русских духовных академиях и семинариях обычая поручать ученикам старших классов, для того посвящённым в стихарь, произносить свои опыты проповеди в академических и семинарских церквах, можно находить в обычае древней церкви упражнять готовящихся к пастырскому служению в составлении и произнесении проповеди, о каковом обычае свидетельствует одно слово святого Астерия Амасийского «Об образе св. Евфимии».
Эти школьные упражнения в проповедничестве, которым, впрочем, не усвоялось названия проповеди (греч. λογος ωμιλια), замененное названием Εκφράσις (собеседование), введены были в христианских школах, имевших значение позднейших духовных семинарий, по подражанию языческим риторическим школам. В этом же обычае древних церковных школ имеет своё основание старинный местный обычай Киева, по которому профессора Киевской академии из мирян произносят проповеди в храмах на так называемых пассиях, вечерних богослужениях двух недель Великого поста.